# Burg Frischenberg
Die Ruine der Burg Frischenberg liegt in der Gemeinde Sennwald im schweizerischen Kanton St. Gallen. Die Burg wurde nach 1313 von den Freiherren von Hohensax errichtet und wurde um 1551 aufgegeben und zerfiel.

## Lage
Die Höhenburg liegt auf einem Felsgrat über dem Weiler Sax zwischen Gams und Sennwald, rund 130 m über dem St. Galler Rheintal auf 585 m. ü. M. Auf demselben Felsgrat liegt in rund 400 m Distanz über Burg Frischenberg die ältere und grössere Burganlage von Hohensax, weshalb Frischenberg auch als Vorburg von Hohensax betrachtet wird. In späterer Zeit war Frischenberg jedoch Zentrum einer eigenen Herrschaft und lag zeitweise in anderen Händen als Hohensax.

## Geschichte
Die Burg Frischenberg wurde wahrscheinlich von Ulrich III. von Hohensax nach 1313 errichtet, nachdem er die Wildenburg bei Wildhaus an die Toggenburger verkauft hatte. 1320 wird Frischenberg erstmals urkundlich erwähnt. 1393 kaufte Herzog Leopold IV. von Österreich die Burg zusammen mit Burg Hohensax und den dazugehörenden Herrschaften als Folge einer hausinternen Fehde zwischen Ulrich Eberhard III. von Hohensax und seinem Neffen. Die Burgen und Herrschaften gingen jedoch als Pfand wieder an Ulrich Eberhard IV. zurück. Da dieser mit den Appenzellern im Bund stand, blieb Frischenberg in den Appenzellerkriegen unzerstört.
Über Elisabeth von Hohensax fielen Hohensax und Frischenberg an Kaspar von Bonstetten. Als die Appenzeller 1405 die Herrschaft besetzten, behielten sie die Hoheit über die Burg Frischenberg sowie die Dörfer Sax und Frümsen, die nun die Herrschaft Frischenberg bildeten. Das Dorf Gams und die Burg Hohensax blieben bei den Bonstetten und wurden seitdem als Herrschaft Hohensax bezeichnet. Die niedere Gerichtsbarkeit und die Besitzrechte der Herrschaft Frischenberg überliessen die Appenzeller Hans von Sax, von dem sie an seinen Schwager Lutz von Schönstein vererbt wurden, die Hoheit blieb bei Appenzell. 1440 kaufte Ulrich von Hohensax Burg und Herrschaft Frischenberg den Schönstein ab. 1446 eroberten die Appenzeller im Rahmen des Alten Zürichkrieges die Burg Frischenberg und brannten sie nieder. Albrecht V. von Hohensax zu Bürglen kaufte die Herrschaft Frischenberg 1454 von Ulrich von Hohensax, musste sie aber aus Geldnot an den St. Galler Lütfried Mötteli verpfänden. Nach dem St. Gallerkrieg fiel die Hoheit über Frischenberg an die Eidgenossenschaft, die 1499 Burg und Herrschaft an Ulrich IX. von Hohensax übergaben, da er sich im Schwabenkrieg auf Seiten der Eidgenossenschaft ausgezeichnet hatte. 1517 erhielt er alle Hoheitsrechte über das Gebiet, das nun in der Herrschaft Sax-Forstegg aufging. Die Burg war zu diesem Zeitpunkt wohl noch bewohnbar, wurde aber spätestens 1551 aufgegeben, als Ulrich Philipp von Hohensax im Dorf Sax den Freisitz Sax, das heutige «Schlössli Sax», errichtete. Die Ruine wurde später durch einen Steinbruch teilweise zerstört. Seit den 1990er Jahren bemüht sich die Stiftung Ruinen Hohensax und Frischenberg um die Sicherung der Ruine.

## Anlage
Die Burg liegt auf einem Felsen, der gegen drei Seiten hin steil abfällt. Die heute noch erhaltene Ruine deutet ein längliches Gebäude mit 1,5 m dicken Mauern an, dem bergseitig wohl ein Turm oder ein Palas vorgelagert war. Unterhalb des Felsens lagen wohl weitere Ökonomiegebäude. Teile der Anlage wurden durch einen Steinbruch zerstört.